# Kvalen
Ne doit pas être confondu avec Kvalen (Masfjorden) ou Kvalen (Alver).
Kvalen est une île norvégienne du comté de Hordaland appartenant administrativement à Bergen.

## Description
Rocheuse et désertique, à fleur d'eau, elle s'étend sur environ 68 m de longueur pour une largeur approximative de 30 m. 